# Шасхаген
Шасхаген (нем. Schashagen) — община в Германии, в земле Шлезвиг-Гольштейн.
Входит в состав района Восточный Гольштейн. Подчиняется управлению Остольштайн-Митте. Население составляет 2522 человека (на 31 декабря 2010 года). Занимает площадь 41,46 км².